# ウルフマン (キン肉マン)
- キン肉マン > キン肉マンの登場人物 > ウルフマン (キン肉マン)
- キン肉マンII世 > キン肉マンII世の登場人物 > ウルフマン (キン肉マン)

ウルフマンは、ゆでたまごの漫画『キン肉マン』およびその続編『キン肉マンII世』に登場する架空の人物。アニメではリキシマンの名で呼ばれる。

## 主な特徴
初登場は超人オリンピック ザ・ビッグファイト編「ライバルは日本にいたの巻」。キン肉マンと同じく日本を代表する超人。相撲技を得意とし、超人相撲の最高位である横綱の称号を持つ。当初はキン肉マンを「ゼイ肉マン」と呼び見下していたが、相撲勝負で敗北して以降は認め合う。その後はアイドル超人の1人として活躍し、悪魔超人と闘った。
頭髪は大銀杏を結っており、眼は黒目が無く、鼻も描かれていない。「鋼の肉体美」を自負するなど鍛錬に余念がなく、キン肉マンを上回るほどの筋肉を誇り、カナディアンマンと互角のパワーを持つ。また戦略家の一面も持ち、第21回超人オリンピック最終予選や、スプリングマン戦など策をめぐらす場面もある。
連載当時の人気力士・千代の富士がモデルであり、名前の「ウルフ」も千代の富士のあだ名から取られた。ゆでたまごの原作担当嶋田隆司によれば、この時期、超人募集を再開したものの、応募のハガキが漫画の執筆に間に合わなかったため、ゆでたまご自身が以前からアイデアを温めていた超人ウルフマンをキン肉マンの新しいライバルとして登場させることを決めたという。また嶋田は後年、世界以前に日本国内にも強敵がいることを見せたかったとも発言している。
嶋田はウルフマンを、他の超人と比べてあからさまに浮いてるため、ギャグに見えたら困るとの理由で、「7人の悪魔超人編」でアイドル超人として参戦させることにギリギリまで悩んだと語る。彼の場合は、いかにしてやられるかが見せ場だと述べ、せめて死なせることで人気が出るようにしたという。そのためスプリングマン戦での死亡を始めとして、新手の敵が登場するたびに最初の犠牲者となり、作中3度も命を落としている。

## 『キン肉マン』でのウルフマン

### 超人オリンピックへ
キン肉マンがラッカ星に行っている間に超人横綱から超人レスラーへ転身。超人オリンピック ザ・ビッグファイトに日本代表として選ばれる。前チャンピオンであるキン肉マンを挑発し、テレビ越しに張り手を見舞った。
予選では、第三予選「新幹線アタック」にてキン肉マンの仕掛けたバナナの皮により足が滑り、成績が出せず突破が危ぶまれるが、テリーマンが予選を自ら失格となったために通過。最終予選の「50km耐久ローラーゲーム」では、ラフプレーで選手を潰していくザ・フィッシャーズをキン肉マンと一時共闘で協力し撃破、予選を突破する。
トーナメントでシード権を得たウルフマンは2回戦にてハンガリー代表のキューブマンを難なく破り、準決勝へ駒を進めキン肉マンと対決。相撲対決でキン肉マンに敗れる。以後キン肉マンと張り合うことはなくなる。この闘いにて左足首を痛めたため、本場所を休場している。
嶋田隆司は最初決勝戦の構想を決めておらず、「ウルフマンかな。初の日本人同士の決勝戦になるかな」と思っていたと話している。

### アイドル超人として

#### 7人の悪魔超人編
アイドル超人の一人として、傷ついたキン肉マンの代わりに鳥取砂丘にてサンドデスマッチでスプリングマンと対戦。張り手を無効化するスプリングマンの肉体にボディスラムでダメージを与えたかに見えたが、それは地盤を硬くするためのスプリングマンの芝居であり、必殺技のデビル・トムボーイを喰らい、体をバラバラにされ死亡する（テレビアニメ版ではその描写はなく、後述の内容に変更）。その後、キン肉マンに敗れ「悪魔の制裁」を受けたバッファローマンによってパワーを与えられ、体が再生し復活する。

#### 黄金のマスク編
悪魔六騎士にパワーを奪われ、他の正義超人たちと共にキン肉マンの闘いを見守っていたが、スニゲーターとの闘いで命を落としたキン肉マンに自らの命を与え、死亡。死ぬ間際、ジェロニモの勇気を認めて自分のマゲを託した。その死後も霊体として、悪魔将軍との戦いにてキン肉マンを支えた。後に、完璧のマスクの光で蘇る。アニメではキン肉マンの死を大変悲しみ、暴言を吐いたカナディアンマンに食って掛かるなど強い友情を見せていた。前述のようにパワーを与えて死んでしまい、最期は相撲の親方に自分のマゲを託して息を引き取り、その様を見たカナディアンマンは涙ながらに謝罪していた。

#### 夢の超人タッグ編
悪魔騎士の生き残りアシュラマンとサンシャインに友情を奪われ、キン肉マンらと敵対。宇宙超人タッグ・トーナメントにブロッケンJr.とモースト・デンジャラス・コンビを組んで参加。一回戦にて2000万パワーズ（モンゴルマン、バッファローマン）との対戦が決まるが、乱入してきた完璧超人のスクリュー・キッドとケンダマンに敗れ去り、気を失う。一回戦第三試合終了後ロビンマスクの素顔を撮ろうとしたカメラマンを撃退するが、その後は死亡扱いになりアシュラマンに腕を奪われる。決勝戦では、ヘル・ミッショネルズのマグネット・パワーに苦戦するキン肉マンを亡霊として援護する。

#### キン肉星王位争奪編
しばらくして復活するが、キン肉星王位争奪サバイバル・マッチには参加せず、ハワイへ渡りメイキャップレスラーとして活動を再開し、各プロモーターから一躍人気となる。ジェシー・メイビアと共に日本に帰国したタイミングでネプチューンマンのネプチューン・メッセージを受け、他の正義超人たちと合流してキン肉マンの応援に駆けつけて、ビッグボディの姿に変身してフェニックスシズ子に襲い掛かった強力の神を居反り投げで倒した。

### オメガ・ケンタウリの六鎗客編
王位争奪編後に現役を引退し、若手力士を連れてのスペイン巡業でサグラダ・ファミリアに立ち寄り、委員長たちと談笑していたところ、サグラダ・ファミリアの地下に眠るマグネットパワーを狙い宇宙からオメガ・ケンタウリの六鎗客が襲来。キン肉マンたちがいない中、および迎撃に向かった若手正義超人が惨殺されたのを見て、引退撤回を宣言。駆けつけたティーパックマン、カレクック、カナディアンマン、ベンキマンらと共に正義超人軍として六鎗客に立ち向かう。ウルフマンは狼の超人ルナイトと対峙する。ルナイトに苦戦するが、キン肉マンの檄と敗北した仲間たちの幻影に支えられルナイトに勝利する。
そして、出現した運命の四王子とオメガ・ケンタウリの六鎗客との対戦が決定した際には、パイレートマンがいるスワローズ・ネストへのワープソーンに飛び込もうとする寸前に、万全のキン肉マンに後を託してサグラダ・ファミリアに残った。その後、関ヶ原でのフルメタルジャケッツとオメガ・グロリアスとのタッグ戦では、かつてのスクリュー・キッドとケンダマンにくらったツープラトン技「地獄のネジ回し」に酷似したツープラトン技「アンセンションギムレット」を放ったオメガ・グロリアスの攻撃をブロッケンJr.が防ぎ切って、かつてのトラウマを完全に克服したブロッケンJr.の姿を見て涙を流して喜んだ。
ルナイトとの対戦中に、委員長の口から若手の頃について明かされた。若手の頃は連敗続きだったが、超人相撲に対する謙虚さで自らの姿勢を見つめ直し、超人相撲界に名を残す大横綱となった。敗戦のたびに力士としての技術を上げ、実力を伸ばした。委員長は「ウルフマンの最大の強さは心の強さ」と評している。
嶋田隆司によると、読切および、オメガ・ケンタウリの六鎗客編のルナイト戦は『週刊少年ジャンプ』連載の漫画『火ノ丸相撲』の影響によるものであり、「この漫画に負けないような作品つくるぞ!」というモチベーションで描いたという。
「キン肉マン超人総選挙2019」では26位、「キン肉マン超人総選挙2021」では22位にランクインしている。
ウルフマン引退の詳細は、後述する2015年発表の番外作品『キン肉マン超人列伝 ウルフマンの巻 -土俵上の士-』にて描かれている。

### アニメ版での扱い・変更点
旧テレビアニメ版では名前がリキシマンに変更された。また、瞳の色が原作の黄色から黄緑色になり、まわしのデザインが変更。また回想にて10歳頃、吹雪の夜にカスガノ親方に連れられカスガノ部屋に上京したと語られた（その際、母親から「リキオ」と呼ばれている）。
テレビアニメ版で名前が変更された理由は、モデルとされた千代の富士から苦情が来ることを恐れた制作者側の自主規制であった。しかし、作者のゆでたまごは後に千代の富士本人から「なぜ名前を変えてしまったのか。ウルフマンのままでよかったのに」と言われたという（原作担当の嶋田隆司の談話による）。
7人の悪魔超人編では、スプリングマンのデビル・トムボーイを自慢の筋肉で耐え切ろうとするものの、派生技のジャンピングマッスルクラッシュにより硬直した筋肉を破壊され、再起不能になってしまう。死亡していないため、再起させることを誓う親方と同門の北の里に連れられリングを後にしたが、その後に原作同様の復活を遂げた。また親方は、黄金のマスク編においてもリキシマンの死に立ち会っていた。
夢の超人タッグ編では敗北後も二回戦の途中まで客席におり、ニュー・マシンガンズの応援やブロッケンJr.と霊界ポケットに入るなど出番が増えたが、アニメオリジナル要素が含まれた夢の超人タッグ編パート2ではピラミッドリングに移動後に数カット登場するのみ。なお死亡扱いではないため、アシュラマンに腕を奪われず、劇中ではプリンス・カメハメの腕のみに触れられている。
テレビスペシャル『決戦!7人の正義超人vs宇宙野武士』ではビーンズマンが力試しとして仕向けたショベルカーを投げ飛ばして実力を認められ、宇宙野武士と戦う7人の正義超人の1人に選ばれる。ブラック・スモーマンとの試合では、善戦したものの迂闊にもバラバラになって5人に分裂したブラック・スモーマンに押しつぶされ敗北する。その後、他の正義超人と共にキン肉マンの助太刀に駆け付け、ウォーズマンと共に巨大戦車を破壊する活躍を見せた。
夢の超人タッグ編後のアニメオリジナル「ザ・サイコー超人の挑戦編」には初場所と重なるため、「地獄の極悪超人編」には超人相撲の巡業中という理由により、登場しない。
第2期シリーズ『キン肉マン キン肉星王位争奪編』ではハワイに行っていた様子はなく日本で稽古を続けていたが、ネプチューン・メッセージを聞き、意を決したかのように板に張り手を決めて飛び出す姿が描かれている。
『完璧超人始祖編』においては名前は原作通り「ウルフマン」となっている。

### 主要対戦成績
- シングルマッチ
  - ○キューブマン（合掌ひねり）
  - ×キン肉マン（かんぬきスープレックス）
  - ×テリーマン（人気合戦・手形が1つ少なかったので敗北）
  - ×ブラック・スモーマン（分裂圧し掛かり）[注 9]
  - ×スプリングマン（デビル・トムボーイ）
  - ○ブラック・シップ（合掌ひねり）
  - ○ルナイト（不知火・雲竜投げ）
- 非公式戦
  - ×キン肉マン（ドラゴンスクリュー ※スパーリング）
- タッグマッチ
  - ×乱入コンビ（スクリュー・キッド / ケンダマン、地獄のネジ回し）
  - ×2000万パワーズ（モンゴルマン / バッファローマン、片エビ固め）

## 『キン肉マンII世』でのウルフマン
正義超人養成校ヘラクレス・ファクトリー（以下H・F）の教官の1人として登場。H・F二期生との卒業試験では、クリオネマンと闘うも敗れる。
『キン肉マンII世 究極の超人タッグ編』では宇宙超人タッグ・トーナメントで死亡しているため、ブロッケンJr.の回想やロケットペンダントの写真で登場するのみ。

### 主要対戦成績
- ×クリオネマン（不明）

## 『キン肉マンII世〜オール超人大進撃〜』でのウルフマン
第13話「好きなおでんは味のしみた玉子!?」に登場。本編同様H・Fの教官の1人として登場。
d.M.p残党の屍魔王と麒麟男に連れ去られるH・F二期生を取り返そうと飛び出すが、バリアに跳ね返される。
第1回キャラクター人気投票では第37位にランク入りした。

## 劇場版での活躍
いずれもアニメ作品であるため、リキシマンとして登場。こちらではレギュラーとして登場し試合での勝利シーンも多い。
第1作『キン肉マン』では、宇宙地下プロレス連盟のオクトバスドラゴン3世に奪われた二階堂マリとキン肉マンのチャンピオンベルト奪還のため、キン肉マンたち正義超人と共にメトロ星へ行く。道中、現れたオクトバスドラゴンの部下ハリゴラスと崖の上に掛けられた丸木橋の上で闘い苦戦するが、一瞬の隙を突きハリゴラスを道連れに落下。崖にしがみ付くが、キン肉マンたちを先に行かせるために助けを拒否し、谷底に落下する。キン肉マンがオクトバスドラゴンを撃破した後は無事生還し、暴走するギラザウルスに岩石をぶつけ攻撃する。
第2作『大暴れ!正義超人』では長年の夢である、新国技館での初優勝のために準決勝まで勝ち進む。ブラックエンペラーの部下・ブラックズモウの集団に襲われるが、これを撃破。富士の裾野で苦戦するキン肉マンと合流し、ブラックズモウを撃破する。
第3作『正義超人vs古代超人』では巡業に来ていたところ、遮光土偶より現れた古代超人のハニワサタンの軍団と闘い、これを撃破。古代超人の本拠地であるサタンタワーでの闘いでは二番目として入場し、ハニワサタンを撃破する。
第4作『逆襲!宇宙かくれ超人』では、他の正義超人と一緒にハイドラキングにさらわれたロビンマスク救出に立ち上がり、共にハイドラ星へ向かう。また、このとき横綱に恥じないよう自分が救出すると豪語していた。道中、ハイドラキングがリキシマンの弱点だと勘違いして仕掛けた塩の罠にかかるが、塩をまいて逆に気力を回復する。正義超人軍が大砲で苦しめられる中、リキシマンは砲台を破壊して突破口を開き、その後ハイドラズモウを倒す。最後は正義超人による合体技・超人サザンクロスでハイドラキングを撃破する。
第5作『晴れ姿!正義超人』では大相撲のドイツ興行のためベルリンに来ていた所、朱天童子の部下である朱天軍団が襲来し、キン肉マンを助けるために他の正義超人たちと共に江戸時代へタイムスリップする。道中、ブロッケンJr.とモースト・デンジャラスコンビを再結成し、ザ・サンゾクーンの軍団と戦う。
第6作『ニューヨーク危機一髪!』では復活した悪魔将軍に吸収されるが、キン肉マンが悪魔将軍に勝利したことにより救出される。
第7作『正義超人vs戦士超人』では戦士超人にミートを人質にとられ、他の正義超人と共に仲間に頼りきりのキン肉マンに活を入れるために、宇宙巡業に行くために協力できないと芝居を打ち、キン肉マンの頼みを断る。その後、キン肉マンが窮地に陥った際に駆けつけ、ジェロニモと共に戦士超人の部下たちと戦う。

## 番外編・読切作品でのウルフマン
「ロビン・メモの巻」ではハイドラ・ブートンに攫われたロビンマスクとロビンメモ奪回のために、他の正義超人達と共にウィーク・ポイント星に行くが、最後の合体技・「超人サザンクロス」の場面に登場しなかった。
『マッスル・リターンズ』では当初扉絵にのみ描かれたが、『キン肉マンII世』開始後に掲載された改訂版ではジェロニモが描かれたコマが修正されて本編に登場した。
「キン肉マンの結婚式!!」では、キン肉マンとのガチンコスパーリングの一番手を務める。合掌捻りでキン肉マンを投げて地面に寝かせ、結婚祝いと称し四股で踏みつけようとしたが、四股の際にキン肉マンに脚を掴まれ、そのままドラゴンスクリューで壁まで投げ飛ばされた。
『キン肉マン超人列伝ウルフマンの巻 -土俵上の士もののふ-』では、ウルフマンの引退が描かれた。キン肉星王位争奪サバイバル・マッチ終了後、ウルフマンは長年の戦いによって左足の膝の靭帯が切れ、アキレス腱も断裂してしまった。ここに至るまでウルフマンは何度も手術をしており、これ以上の手術やメディカル・サスペンションカプセル（一定期間入れば肉体回復を図ることができる装置）も効果が無いと判断された。現役への未練を残しながらもウルフマンは引退し、親方として後進の育成に専念する道を選ぶ。これまでの功績が認められたウルフマンには永世横綱の称号が贈られることになったが、引退断髪式に世界超人相撲ファイティングチャンピオンシップ10連覇を成し遂げたアメリカの相撲超人ブラック・シップが乱入。ブラック・シップは「世界チャンプである自分と対戦していないウルフマンが永世横綱の称号を貰うことは認めない」と言い、ウルフマンに挑戦する。ミートやカナディアンマンたちを傷付けたブラック・シップにウルフマンは怒り、その挑戦を受ける。大苦戦するもブラック・シップの猛攻を耐え凌ぎ、底力を発揮した合掌ひねりで逆転勝利を収め、引退の花道を飾った。なお、本作品とその後連載された本編新章「オメガ・ケンタウリの六鎗客編」は時系列上繋がっているため、ウルフマンは引退を撤回し、新たな敵に立ち向かうこととなった。

## 得意技
ルービックキューブ張り手
張り手の連続で相手の顔面をルービックキューブ状に腫れ上がらせる技。血豆、青タン、黄色の膿で色分けされる。アニメでは赤くなったのみで、張り手の五面体と称した。
合掌ひねり
相手の顔面を両手で捕まえ、ひねり投げる技。
『キン肉マン ジェネレーションズ』では、ルービックキューブ張り手から合掌ひねりへと繋げ、落下してきた相手にトドメの張り手を見舞う技になっている。
上記のルービックキューブ張り手から、合掌ひねりへの流れはウルフマン死のコースとも呼ばれる。
ウルフマン張り手
ウルフマンが得意とする、威力の高い張り手。作中で初使用したのは、ウルフマンのパワーで蘇ったキン肉マン。ルービックキューブ張り手の際にこれを連打するとした解説もある。
居反り投げ
低い体勢から相手の腰を抱え上げつつ後方へジャンプし、フロントスープレックスのように叩き付ける技。
スペシャルブロックバスター
相手を飛行機投げの体勢に担ぎ上げた状態でロープ最上段からジャンプし、足と腕を押さえたまま脳天から叩き付ける技。テレビスペシャル『決戦!7人の正義超人vs宇宙野武士』でブラック・スモーマンに対して使用。技名は解説の中野和雄が呼称したもの。
不知火・雲竜投げ
右腕を相手の股から、左腕を脇腹から差し入れてクラッチした状態でジャンプし、空中で雲竜型の土俵入りの体勢で放り投げた後背中に乗り、両手を後ろでホールドし不知火型の土俵入りの体勢で落下しマットに叩きつける技。オメガ・ケンタウリの六鎗客のルナイト戦で初披露。
モースト・デンジャラス・ラッシュ
モースト・デンジャラス・コンビのゲームオリジナル技。ウルフマンの張り手、ブロッケンJr.の手刀による激しいラッシュで相手2人を上空へ飛ばし、落ちてきたところを前方へ吹き飛ばしリング中央で正面衝突させる。

## プロフィール
- 分類 - 正義超人
- 出身地 -  日本の北海道[13] / 日本・東北地方[14]
- 身長体重 - 190cm 102kg[13]
- 超人強度 - 80万パワー[13]（98万パワーとの言及もされている[15][16]）
- 誕生日 - 6月1日[17][注 11]
- 年齢 - 20歳[18]
- 趣味 - 筋トレ[19][4]
- 好きなこと - 塩撒き[20]
- 備考 - 着用しているまわしは「ウルフまわし」[1]。相撲での得意な体勢は右四つがっぷり[21]。

### 異名
- パンパースちゃん[22]（アニメではおしめちゃん[23]）
- 土俵の英雄[24]
- 肉体派のスモウレスラー[25]
- 超人相撲界の横綱[26]
- 土俵上の士[27]
- 鋼の肉体をまといし名横綱[27]
- 不滅の永世超人相撲横綱[27]
- 荒ぶる士[27]
- 真っ向勝負士[27]

### 主な肩書き
- ヘラクレス・ファクトリー教官
- 永世超人相撲横綱

### タイトル歴
- 超人相撲横綱[28]
- 第21回超人オリンピック第4位
- 人気超人世界一決定戦第2位

## 声優
広瀬正志
- テレビアニメ『キン肉マン』
- 劇場版アニメ第1作『キン肉マン 奪われたチャンピオンベルト』 - 第7作『キン肉マン 正義超人vs戦士超人』
- テーマソング
- パチンコ『CRぱちんこキン肉マン』

川津泰彦
- 『キン肉マン ジェネレーションズ』シリーズ
- 『キン肉マン マッスルグランプリ』シリーズ

佐藤浩之
- テレビアニメ『キン肉マンII世』

ケンドーコバヤシ
- テレビアニメ『キン肉マン 完璧超人始祖編』

## テーマソング
土俵の英雄
歌 - 串田アキラ / セリフ - 広瀬正志（リキシマン） / 作詞 - 吉田健美 / 作曲 - 風戸慎介 / 編曲 - 田中公平

## コンピュータゲーム
『キン肉マンII世 超人聖戦史』ではリキシマンの名前で登場。正悪を示す属性ゲージが一定以上なら仲間にできる。主人公が一定の条件を満たしていれば弟子入りし「ルービックキューブ張り手」を習得できる。主人公が選んだルートにより扱いが分かれる。以下それを示す。
- 共通・正義ルート

原作と同様。主人公が超人オリンピックに出場すれば戦闘可能。
- 中立ルート

原作と同様。7人の悪魔超人編における対抗戦で悪魔超人側に、また夢の超人タッグ編にて乱入すると戦闘可能。
- 悪行ルート

7人の悪魔超人編における対抗戦にて死亡。以後ゲームに登場しない。
『キン肉マン ジェネレーションズ』などのゲームでは、タッグチームを組むキャラクターによっては特定のチーム名が付けられる。以下にそれを示す。
- モースト・デンジャラスコンビ - ブロッケンJr.
- 日本コンビ - キン肉マン（通常or戦闘スタイル）

『キン肉マン マッスルグランプリ』シリーズでは、打撃に特化したキャラクターとしてデザインされ、「サバ折り」や「ネコだまし」など多くの相撲技を持つ。また「ネコだまし」はダメージは低いが、相手の必殺技ゲージを0にしてしまう。2Pカラーは相撲用のまわしを着用している。